# Guillaume Boichot
Pour les articles homonymes, voir Boichot.
Guillaume Boichot est un sculpteur français né à Chalon-sur-Saône le 30 août 1735 et mort à Paris le 9 décembre 1814.

## Biographie
Son père, également prénommé Guillaume, est maître coutelier à Chalon-sur-Saône, sa mère est Claudine Bertrand. Guillaume est leur premier enfant, ils en auront cinq. Le talent de dessinateur de Guillaume Boichot se révèle très jeune. Vers 1750, il vient s'établir à Chalon, chez Pierre Colasson, un sculpteur d'ornements et de statues d'églises. Boichot est placé chez lui par ses parents pour apprendre à modeler. En 1756, il va à Paris mais, ne trouvant pas de travail, revient à Chalon où il reçoit des commandes de décorations de résidences. Insatisfait de la nature des travaux qu'il réalise, il retourne à Paris et entre dans l'atelier du sculpteur Simon Challe, membre de l'Académie. Il se marie, à Chalon, le 31 juillet 1770 avec Claudine Eysandeau, sa cousine germaine, alors âgée de 19 ans. Ils ont une  fille qui meurt jeune. Vers 1770-1773, le marquis de Pons, seigneur de la petite ville de Verdun-sur-le-Doubs, le charge de la décoration de son château. Il y consacre deux années, réalise deux grandes statues (Bacchus et Cérès) et des bas-reliefs ; il décore l'escalier monumental de peintures.
Quelques années plus tard, Guillaume Boichot part pour étudier son art en Italie. Il est reçu en 1789 à l'Académie des beaux-arts et est élu membre de l'Académie royale de peinture et de sculpture en 1791.
Il est l'auteur, entre autres, des bas-reliefs du péristyle du Panthéon de Paris, des fleuves de l'arc de Triomphe du Carrousel, et de la statue de Saint Roch à l'église Saint-Roch à Paris.

## Œuvres dans les collections publiques
États-Unis
- New-York, Metropolitan Museum of Art : Méléagre présente à Atalante la tête du sanglier calydonien, dessin.

France
- Autun, musée Rolin : Éponine et Sabinus devant Vespasien, dessin[6].
- Chalon-sur-Saône, musée Vivant-Denon, outre de nombreux dessins :
  - Amour assis avec son arc, 1775-1780, dessin ;
  - Amour assis méditant avec son arc, 1775-1780, dessin ;
  - Assomption de la Vierge, peinture à l'huile sur carton ;
  - Le Baptême du Christ par saint Jean, peinture à l'huile sur toile ;
  - Mucius Scaevola, terre cuite ;
  - Triton enlevant une femme sur un montre marin, 1770-1773, sanguine ;
  - Trois Naïade, terre cuite ;
  - Néréide chevauchant un centaure marin s'agrippant à un montre aquatique, plâtre patiné ;
  - Thésée, 1770-1773, buste en terre cuite ;
  - Hannibal, 2e moitié du XVIIIe siècle, buste en terre cuite.
- Dijon, musée des Beaux-Arts : Le Triomphe de la Tempérance sur la Gourmandise, plâtre, 357 × 162 cm.
- Paris :
  - arc de Triomphe du Carrousel : quatre Fleuves, bas-reliefs ornant les archivoltes.
  - École nationale supérieure des beaux-arts : La Descente de Croix, sanguine, plume et encre noire, lavis d'encre brune, rehauts de gouache blanche sur papier lavé de brun-rouge, 44,8 × 29,5 cm[7]. Boichot s'inspire de la fresque de Daniele da Volterra peinte dans la chapelle Orsini à Rome. La feuille demeure aussi très proche de l'art de Michel-Ange dans les effets musculaires, le corps inerte de Jésus, par sa posture et sa morphologie, évoquant le Christ de la pietà de la basilique saint-Pierre[8].
  - église Saint-Roch : Saint Roch, statue en pierre.
  - musée du Louvre :
    - Vase funéraire, 1780-1791, terre cuite[9] ;
    - Michel-Ange, vers 1806, buste en marbre d'après Battista Lorenzi[10] ;
    - Bacchanale, dessin[11].
    - Frise de faunes et de bacchantes d'après l'antique, 1765 ou 1769-1770, dessin, plume et encre rouge et grise sur fond de lavis gris sur papier crème, 18,2 × 31,3 cm[12] ;

  - Panthéon : bas-reliefs du péristyle, pierre.
- Rueil-Malmaison, musée national des châteaux de Malmaison et de Bois-Préau : Allégorie à la gloire du Premier Consul porté sur le pavois, 1800-1802, dessin[13].
- Saint-Marcel, abbaye Saint-Marcel-lès-Chalon :
  - Première prédication de saint Pierre à Jérusalem , vers 1783, bas-relief ;
  - Deux figures d'Anges soutenant le Sarcophage de saint Marcel, chapelle Notre-Dame[14], originaux disparus.
- Senlis, musée d'Art et d'Archéologie : Amour ailé, dessin[15].

Œuvres de Guillaume Boichot
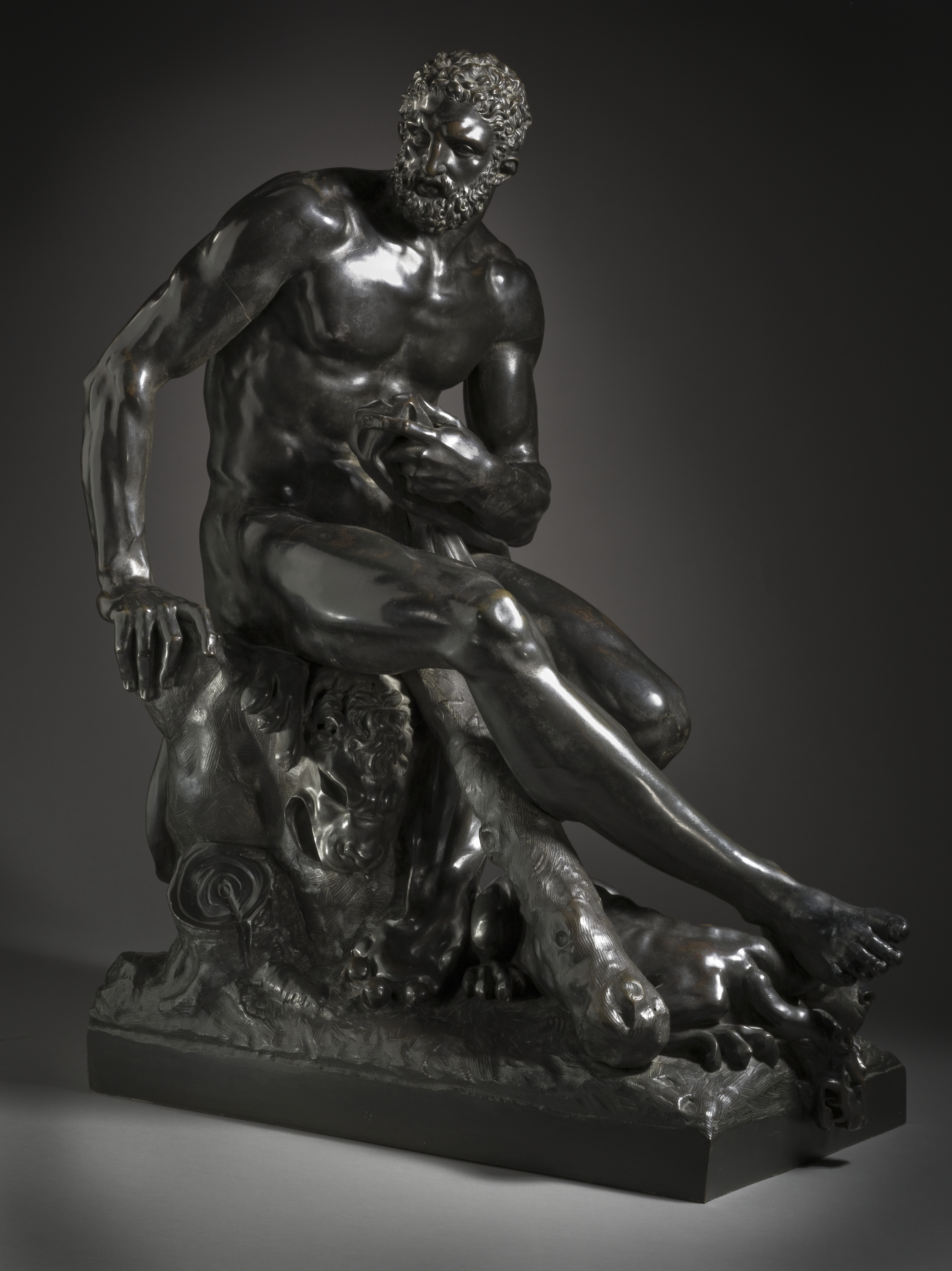
Hercule assis (vers 1795), musée d'Art du comté de Los Angeles.
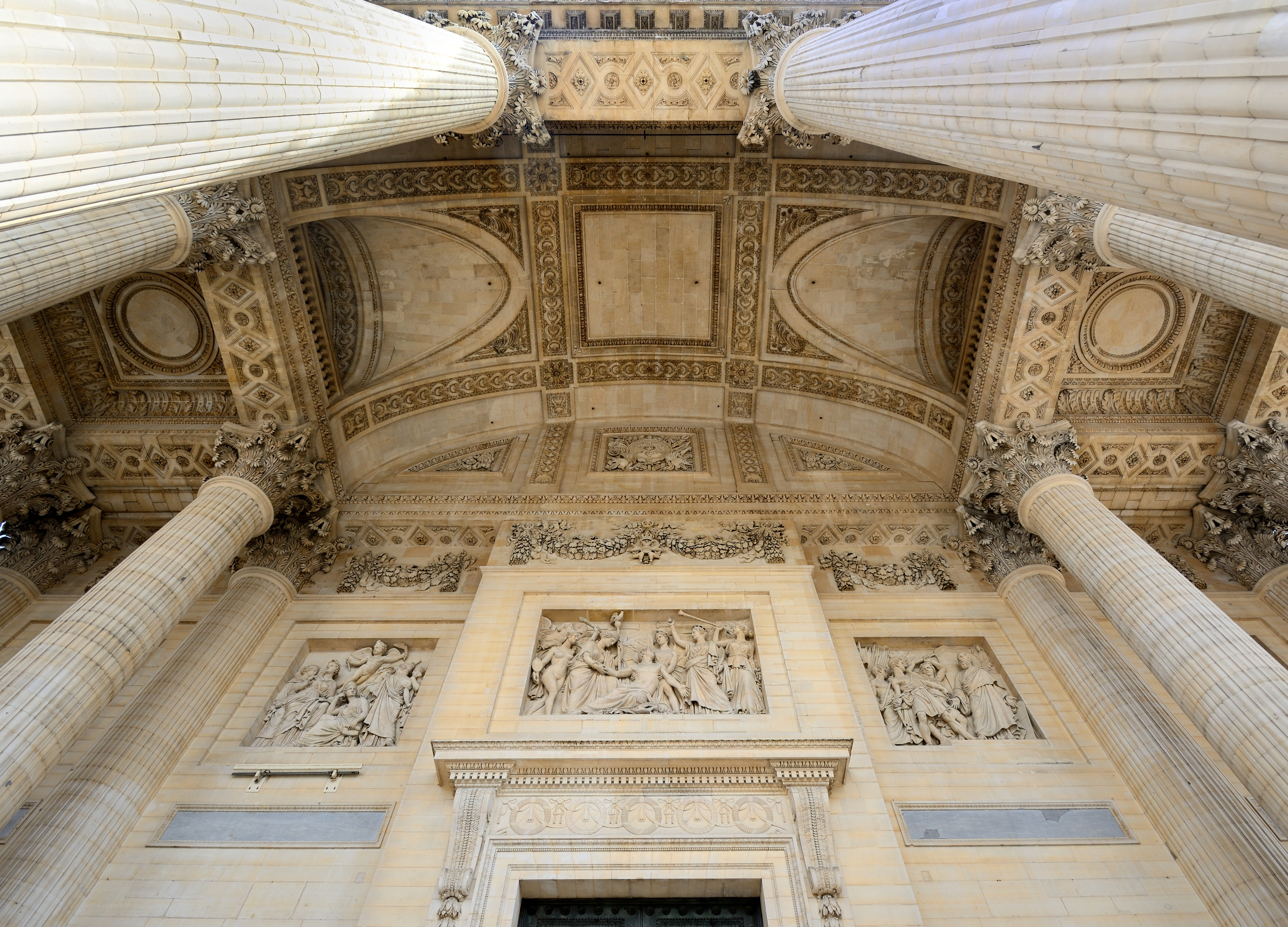
Bas-reliefs du péristyle du Panthéon de Paris.
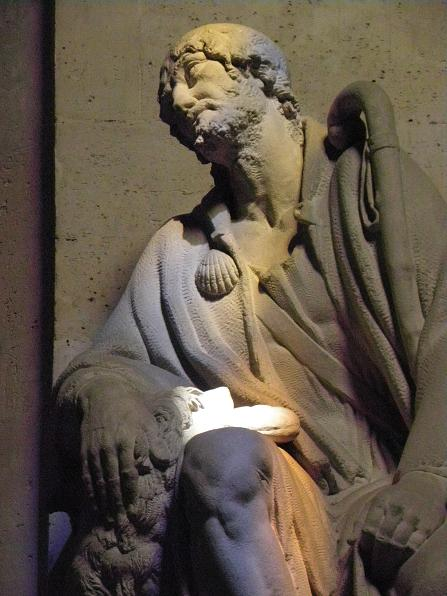
Saint Roch (détail), Paris, église Saint-Roch.
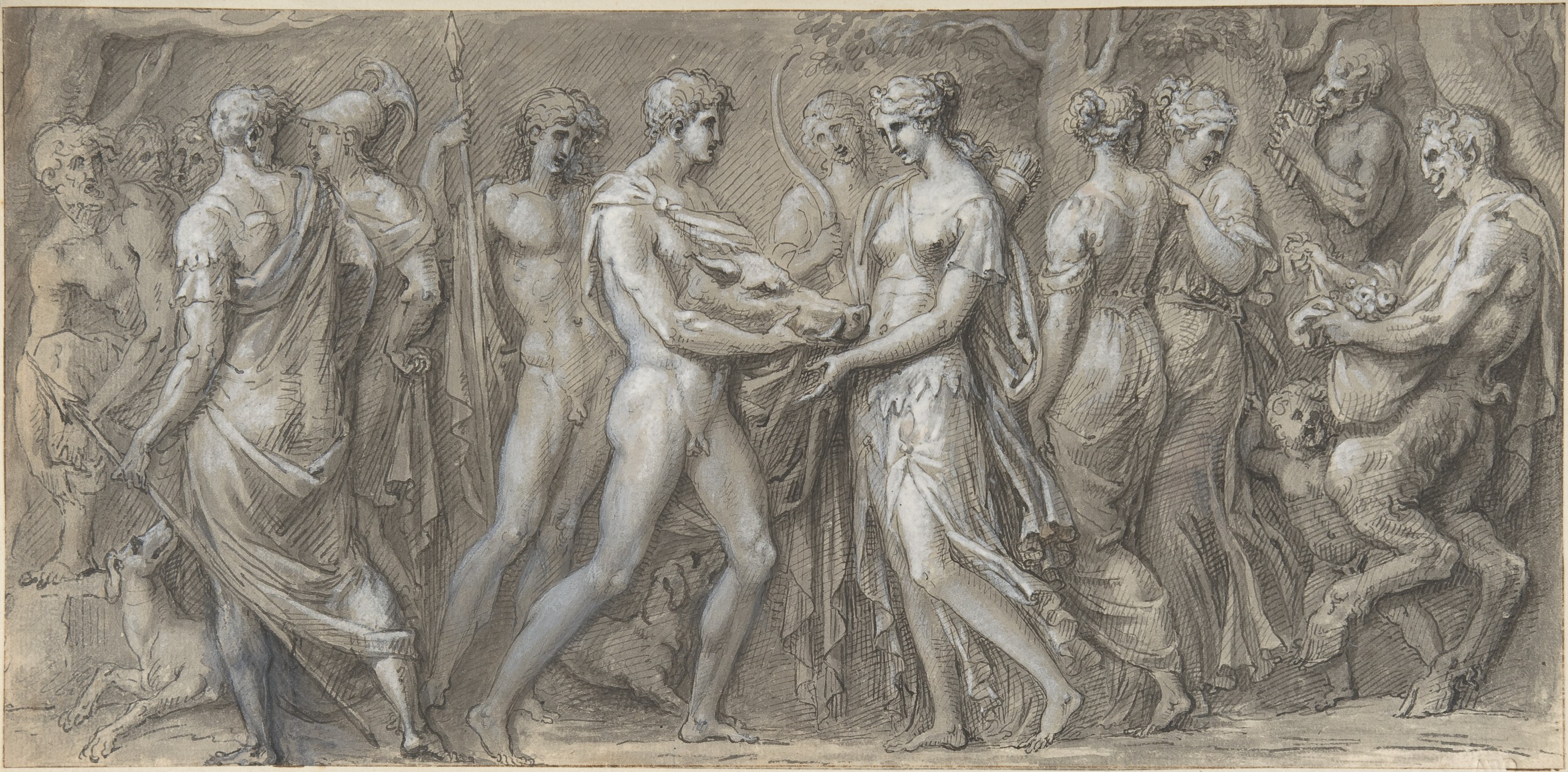
Méléagre présente à Atalante la tête du sanglier calydonien[16], New York, Metropolitan Museum of Art.